# Condor Sports International
Condor Sports International est le plus important distributeur de jeux d'intérieur au Canada et également considéré comme l'un des plus importants distributeurs de fléchettes aux États-Unis. L'entreprise est localisé à 3 endroits au Canada : Saguenay, Toronto et Vancouver.
De plus, Condor Sports International est propriétaire de Condor China Manufacturing situé à Tanjin en Chine. Cette entreprise dirige les activités d'usines de fabrications pour les produits de tables de billard, cibles de dard, meubles, tables de jeux.
Condor Sports International a signé plusieurs ententes de distributions exclusives nationales avec plusieurs entreprises dont Copag, une entreprise brésilienne dont les cartes sont utilisées lors des Séries mondiales de poker.
Fonder en 1974 par Jean-Yves Tremblay, l'entreprise est dirigé par Messieurs Pierre Martin (Chef de la direction) et Jean-Sébastien Leroux (Vice-président).